# Mounir Boukadida
Mounir Boukadida, né le 24 octobre 1967 à Sousse, est un footballeur international tunisien reconverti comme entraîneur. Il évolue au poste de défenseur central entre 1987 et 2002.

## Clubs
- 1987-1999 : Étoile sportive du Sahel (Tunisie)
- 1999-2003 : SV Waldhof Mannheim (Allemagne)

## Palmarès (joueur)
- Championnat de Tunisie : 1986, 1987, 1997
- Coupe de Tunisie : 1996
- Coupe de la CAF : 1995
- Supercoupe de la CAF : 1998
- Coupe d'Afrique des vainqueurs de coupe : 1997